# Pribytkowo (przystanek kolejowy)
Pribytkowo (ros. Прибытково) – przystanek kolejowy w miejscowości Pribytkowo, w rejonie gatczyńskim, w obwodzie leningradzkim, w Rosji. Położony jest na linii dawnej Kolei Warszawsko-Petersburskiej.